# Шаломино (Смоленская область)
Шало́мино — деревня в Смоленской области России, в Дорогобужском районе. Расположена в центральной части области в 7,5 км к северу от Дорогобужа, к западу от городской черты Верхнеднепровского. В 2 км к западу от деревни автодорога Р137 Сафоново — Рославль, в 1 км к западу грузовая железнодорожная ветка Сафоново — Дорогобуж. Население — 395 жителей (2007 год). Входит в состав Михайловского сельского поселения. Подавляющее большинство населения по происхождению русские, белорусы
Название деревни происходит от старорусского слова шелом-шлем. Она находится у подножия нескольких холмов с озером в середине деревни и один из холмов, немногим выше других, похож на наносник шлемов воинов. Ранее, как известно, воины черпали напиться воды из ручьев и рек шлемом и деревня похожа на перевернутый шлем с водой.  На картах начала 19 века  обозначена как Шеломино. А и О после ш стало появляться уже позже.

## История
Известно как минимум с 1641 года (как пустошь). В 1667 году становится деревней. В своё время деревней владели: Лускины, Гралевские, Высоцкие, Дедюлины и Чеплевские, Храповицкие. В 1904 году в деревне было 3 жителя. В конце 19-го и начале 20-го века сюда переселилось несколько десятков семей из села и деревни Болонов-Селец Старобыховского уезда Могилевской губернии (в настоящее время — Быховский район Могилевской области Беларуси): Болозевы, Гончаровы, Демидовы, Князевы, Ковалевы, Коренковы, Корсиковы, Лаходыновы, Мельниковы, Москальковы, Новиковы, Романьковы, Тарасовы, Харлановы, Шеховы, Пузенковы и др.

## Экономика
ЗАО «Шаломино» — тепличное хозяйство, дом досуга.